# 真如西村
真如西村是中華人民共和國上海市普陀區的一個住宅區，位於武寧路以北，大渡河路以東，北石路以南，西虬江以西，面積8.7公頃，共有52幢樓房。因該住宅區位於真如镇西部，所以得名真如西村。該住宅區建於1980年。1994年，真如西村被命名为上海市文明小区。